# Верхняя Ольшанка (Курская область)
Ве́рхняя Ольша́нка — село в Пристенском районе Курской области России, находится в составе Среднеольшанского сельсовета.

## История
Первое упоминание было в 1684 году. 

## Население
| 2002 | 2010 |
| ---- | ---- |
| 755  | ↘575 |

## Русская православная церковь
До войны в селе находился храм Вознесения Господня, который был разрушен немцами. В настоящее время там остался небольшой бугорок, на котором стоит крест. А неподалёку была построена маленькая церквушка.